# Darzybór
Darzybór – część Poznania na południowy wschód od centrum miasta, w osiedlu samorządowym Antoninek-Zieliniec-Kobylepole.
Przy ul. Darzyborskiej położone jest osiedle socjalne Darzybór.
Na południe od Darzyboru płynie Leśny Potok.
Dawniej na terenie Darzyboru funkcjonowała zajezdnia autobusowa MPK Poznań, która działała od połowy 1992 do 31 grudnia 1998. Wcześniej w tej lokalizacji mieściła się jednostka wojskowa.